# August Schneider
August Schneider, född 14 november 1831, troligen i Tyskland, död okänt år, var en tysk-svensk litograf.
Schneider som var kamrat med litografen August Schumburg anställdes 1860 som litograf av AJ Salmson i Stockholm. Bland hans mer noterbara arbeten märks ett rollporträtt av skådespelaren Edvard Stjernström som Karl X Gustaf samt ett litografi med Ryska nationaldrägter från trakten av Moskwa som återutgavs i Litografiskt allehanda omkring 1860.